# Leichtathletik-Weltmeisterschaften 2019/Teilnehmer (Schweden)
| Gelbes Symbol für Goldmedaillen mit stilisierten Olympischen Ringen | Graues Symbol für Silbermedaillen mit stilisierten Olympischen Ringen | Braundes Symbol für Bronzemedaillen mit stilisierten Olympischen Ringen |
| ------------------------------------------------------------------- | --------------------------------------------------------------------- | ----------------------------------------------------------------------- |
| 1                                                                   | 1                                                                     | 1                                                                       |

Der Leichtathletikverband von Schweden will an den Leichtathletik-Weltmeisterschaften 2019 in Doha teilnehmen. 24 Athletinnen und Athleten wurden vom schwedischen Verband nominiert.

## Ergebnisse

### Frauen

#### Laufdisziplinen
| Athletin           | Disziplin | Vorlauf     | Vorlauf | Halbfinale     | Halbfinale | Finale    | Finale |
| Athletin           | Disziplin | Zeit        | Platz   | Zeit           | Platz      | Zeit      | Platz  |
| ------------------ | --------- | ----------- | ------- | -------------- | ---------- | --------- | ------ |
| Lovisa Lindh       | 800 m     | 2:03,72 min | 33      | DNQ            | DNQ        | –         | –      |
| Yolanda Ngarambe   | 1500 m    | 4:09,22 min | 27      | 4:03,43 min PB | 9          | DNQ       | DNQ    |
| Johanna Bäcklund   | Marathon  |             |         |                |            | 3:08:30 h | 37     |
| Charlotta Fougberg | Marathon  |             |         |                |            | 2:49:17 h | 18     |
| Cecilia Norrbom    | Marathon  |             |         |                |            | DNF       | DNF    |

#### Sprung/Wurf
| Athletin           | Disziplin      | Qualifikation | Qualifikation | Finale     | Finale |
| Athletin           | Disziplin      | Weite/Höhe    | Platz         | Weite/Höhe | Platz  |
| ------------------ | -------------- | ------------- | ------------- | ---------- | ------ |
| Erika Kinsey       | Hochsprung     | 1,85 m        | 18            | DNQ        | DNQ    |
| Angelica Bengtsson | Stabhochsprung | 4,60 m        | 15            | 4,80 m NR  | 06     |
| Michaela Meijer    | Stabhochsprung | 4,35 m        | 25            | DNQ        | DNQ    |
| Tilde Johansson    | Weitsprung     | 6,48 m        | 17            | DNQ        | DNQ    |
| Fanny Roos         | Kugelstoßen    | 18,01 m       | 14            | DNQ        | DNQ    |
| Vanessa Kamga      | Diskuswurf     | 55,87 m       | 24            | DNQ        | DNQ    |

### Männer

#### Laufdisziplinen
| Athlet            | Disziplin   | Vorlauf     | Vorlauf | Halbfinale  | Halbfinale | Finale         | Finale |
| Athlet            | Disziplin   | Zeit        | Platz   | Zeit        | Platz      | Zeit           | Platz  |
| ----------------- | ----------- | ----------- | ------- | ----------- | ---------- | -------------- | ------ |
| Andreas Kramer    | 800 m       | 1:46,75 min | 28      | DNQ         | DNQ        | –              | –      |
| Kalle Berglund    | 1500 m      | 3:36,19 min | 03      | 3:36,72 min | 09         | 3:33,70 min NR | 09     |
| Adhanom Abraha    | Marathon    |             |         |             |            | 2:17:57 h      | 28     |
| Perseus Karlström | 20 km Gehen |             |         |             |            | 1:27:00 h      | Bronze |
| Ato Ibáñez        | 50 km Gehen |             |         |             |            | 4:17:04 h      | 12     |

#### Sprung/Wurf
| Athlet                 | Disziplin      | Qualifikation | Qualifikation | Finale     | Finale |
| Athlet                 | Disziplin      | Weite/Höhe    | Platz         | Weite/Höhe | Platz  |
| ---------------------- | -------------- | ------------- | ------------- | ---------- | ------ |
| Armand Duplantis       | Stabhochsprung | 5,75 m        | 07            | 5,97 m     | Silber |
| Melker Svärd Jacobsson | Stabhochsprung | DNS           | DNS           | –          | –      |
| Thobias Montler        | Weitsprung     | 7,92 m        | 08            | 7,96 m     | 9      |
| Wictor Petersson       | Kugelstoßen    | 20,31 m       | 19            | DNQ        | DNQ    |
| Simon Pettersson       | Diskuswurf     | 63,65 m       | 10            | 63,72 m    | 9      |
| Daniel Ståhl           | Diskuswurf     | 67,88 m       | 01            | 67,59 m    | Gold   |
| Kim Amb                | Speerwurf      | 84,85 m       | 04            | 80,42 m    | 8      |

#### Zehnkampf
| Athlet             | Disziplin | 100 m   | Weitsprung | Kugelstoßen | Hochsprung | 400 m   | 110 m Hürden | Diskuswurf | Stabhochsprung | Speerwurf | 1500 m      | Punkte | Platz |
| ------------------ | --------- | ------- | ---------- | ----------- | ---------- | ------- | ------------ | ---------- | -------------- | --------- | ----------- | ------ | ----- |
| Fredrik Samuelsson | Ergebnis  | 11,13 s | 7,11 m     | 13,97 m     | 2,02 m     | 50,08 s | 14,78 s      | 42,71 m    | 4,80 m         | 57,39 m   | 4:39,48 min | 7860   | 15    |
| Fredrik Samuelsson | Punkte    | 832     | 840        | 727         | 822        | 811     | 876          | 720        | 849            | 699       | 684         | 7860   | 15    |